# Krasny Jar (Kaliningrad)
Krasny Jar (russisch Красный Яр, deutsch Parnehnen) ist ein Ort in der russischen Oblast Kaliningrad. Er gehört zur kommunalen Selbstverwaltungseinheit Stadtkreis Gwardeisk im Rajon Gwardeisk.
Zu Krasny Jar gehören auch die Überbleibsel des ehemaligen Ortes Nalegau, russisch zunächst Amurskoje.

## Geographische Lage
Krasny Jar liegt am Ostufer des Flüsschens Nehne (russisch: Glubokaja) elf Kilometer nordöstlich von Snamensk (Wehlau). Durch den Ort verläuft die Kommunalstraße 27K-130 von Diwnoje (Alt Ilischken) an der Föderalstraße Fernstraße A216 nach Nowaja Derewnja (Alt Gerlauken) an der Regionalstraße 27A-014 (ex R514). Eine Bahnanbindung besteht nicht.

## Geschichte
Das einstige Gutsdorf Parnehnen wurde bereits 1358 als Pernen gegründet. Es war in erster Linie ein Wald- und Wiesengut. Es wurde von der Familie Röder bessen aber um 1800 von einem Mitglied er Familie von der Goltz gekauft und 1830 von Karl August Käswurm erworben wurde. Die Schafzucht spielte in dem damals 1125 Hektar umfassenden Gut eine zentrale Rolle. Später heiratete in die Familie Käswurm der Rittmeister Ludwig von Massow ein, der umfangreiche Verbesserungen vornehmen ließ und auch die Pferdezucht einführte.
Am 13. Juni 1874 wurde Parnehnen Amtsdorf. Zum Amtsbezirk gehörten anfänglich 15 kommunale Einheiten. Er lag im Kreis Wehlau im Regierungsbezirk Königsberg der preußischen Provinz Ostpreußen. Im Jahre 1910 waren hier 324 Einwohner registriert. Das Gut hatte inzwischen Ludwig von Massows Tochter übernommen, die mit dem Rittmeister Lebrecht von Glasow-Lokehnen verheiratet war und den Betrieb bis in die 1930er Jahre hinein weiter voranbrachte. Das Gut, das zuletzt über eine Fläche von 775 Hektar verfügte, wurde zuletzt von Charlotte von Glasow betrieben, bis sie im Januar 1945 auf die Flucht gehen musste.
Am 30. September 1928 wurde Parnehnen vom Gutsbezirk zur Landgemeinde umgewandelt, als nämlich die Dörfer Kawerninken (1938–1946: Kawernicken, russisch: Odesskoje, später: Olchowka) und Nehne (nicht mehr existent) eingemeindet wurden. 1933 betrug die Einwohnerzahl 527, 1939 belief sie sich auf 565.
In Folge des Zweiten Weltkrieges kam Parnehnen mit dem nördlichen Ostpreußen 1945 zur Sowjetunion. 1947 erhielt der Ort die russische Bezeichnung „Krasny Jar“ und wurde gleichzeitig dem Dorfsowjet Talpakinski selski Sowet (dem späteren Kuibyschewski selski Sowjet) im Rajon Gwardeisk zugeordnet. Von 2005 bis 2014 gehörte Krasny Jar zur Landgemeinde Sorinskoje selskoje posselenije und seither zum Stadtkreis Gwardeisk.

### Amtsbezirk Parnehnen (1874–1945)
Bei Bildung des Amtsbezirks Parnehnen gehörten zu seinem Gebiet:
| Name                                          | Russischer Name            | Bemerkungen                                           |
| --------------------------------------------- | -------------------------- | ----------------------------------------------------- |
| Köllmisch Damerau bis 1931: Königlich Damerau | Olchowka                   |                                                       |
| Groß Skaticken 1938–1946: Skaten              | Bolschaja Olchowka         |                                                       |
| Gudlacken                                     |                            | 1928 in die Landgemeinde Pettkuhnen eingegliedert     |
| Jodeiken                                      | Meschdulessje              | 1928 in die Landgemeinde Pettkuhnen eingegliedert     |
| Kawerninken 1938–1946: Kawernicken            | Odesskoje, jetzt: Olchowka | 1928 in die Landgemeinde Parnehnen eingegliedert      |
| Klinglacken                                   | Radolsnoje                 |                                                       |
| Knäblacken                                    | Meschdulessje              |                                                       |
| Kukers                                        | Meschdulessje              |                                                       |
| Luderwalde                                    |                            | 1929 in die Landgemeinde Groß Skaticken eingegliedert |
| Nehne                                         |                            | 1928 in die Landgemeinde Parnehnen eingegliedert      |
| Parnehnen                                     | Krasny Jar                 |                                                       |
| Pettkuhnen                                    | Dalneje                    |                                                       |
| Reinlacken                                    | Malaja Olchowka            |                                                       |
| Ringlacken                                    |                            |                                                       |
| Trakischkehmen 1938–1946: Kleintraschken      |                            | 1928 in die Landgemeinde Kuglacken eingegliedert      |

Am 1. Januar 1945 bildeten noch neun Gemeinden den Amtsbezirk Parnehnen: Klinglacken, Knäblacken, Köllmisch Damerau, Kukers, Parnehnen, Pettkuhnen, Reinlacken, Ringlacken und Skaten.

## Kirche
Parnehnen mit seiner überwiegend evangelischen Bevölkerung war bis 1945 in das Kirchspiel der Kirche Petersdorf (heute russisch: Kuibyschewskoje) eingepfarrt. Es gehörte zum Kirchenkreis Wehlau in der Kirchenprovinz Ostpreußen der Kirche der Altpreußischen Union. Heute liegt Krasny Jar im Einzugsgebiet der in den 1990er Jahren neu entstandenen evangelisch-lutherischen Gemeinde in Talpaki (Taplacken), einer Filialgemeinde der Auferstehungskirche in Kaliningrad (Königsberg) in der Propstei Kaliningrad der Evangelisch-lutherischen Kirche Europäisches Russland.

## Persönlichkeiten
- Ludwig von Massow-Parnehnen (1844–1914), Gutsbesitzer auf Parnehnen, Offizier und Mitglied des deutschen Reichstages
- Friedrich Wilhelm von Roeder (1719–1781), preußischer Generalmajor